# نيكلاس راينر
نيكلاس راينر (بالسويدية: Niklas Rainer)‏ هو متزحلق جبال الألب سويدي، ولد في 9 مايو 1983 في فالون في السويد.

## وصلات خارجية
- نيكلاس راينر على موقع الاتحاد الدولي للتزلج (التزلج على المنحدرات الثلجية) (الإنجليزية)